# Broadside (banda)
Broadside es una banda de pop punk originaria de Richmond, Virginia. Inicialmente firmaron con Victory Records, pero actualmente están firmados con SharpTone Records. Fueron mencionados como uno de los 100 artistas que debes conocer en 2015 por Alternative Press. Para 2015, ya no quedaba ningún miembro original en la banda.

## Historia
Formada en 2010, Broadside ha compartido escenario con bandas como The Ataris, A Loss for Words, Such Gold, Title Fight, Forever Came Calling, y Polar Bear Club. En junio de 2011, la banda lanzó por su cuenta su EP de cinco canciones, Far From Home, que luego fue regrabado en 2012 con cinco pistas adicionales para convertirse en su primer álbum de larga duración con el mismo nombre y publicado en el sello discográfico independiente japonés Ice Grill$ Records.
En enero de 2013, la banda anunció que habían reclutado a Ollie Baxxter como su nuevo vocalista principal. En octubre, lanzaron un videoclip para "Storyteller", seguido de un video para su canción original temática navideña "Wish List" en diciembre.
Broadside pasó la primera mitad de 2014 de gira y tocando conciertos con varios artistas, incluyendo Of Fortune and Fame, Old Again, and Battleghost. En octubre de 2014, Broadside contribuyó con una versión demo de su canción "Avery" en colaboración con Hope For the Day y PropertyOfZack para ayudar a generar conciencia sobre la prevención del suicidio.
El 10 de marzo de 2015, se anunció que la banda ha firmado con Victory Records, lo que acompañado con reservaciones para Old Bones programada para el 19 de mayo de 2015, junto con el videoclip para el nuevo sencillo "Coffee Talk". A finales de septiembre de 2015, el miembro fundador y bajista Josh Glupker se fue por razones no reveladas.  
El 16 de junio de 2017, la banda lanzó su segundo álbum de studio Paradise. El 8 de julio de 2017, el álbum alcanzó el número 17 en la lista Billboard Heatseekers.
El 15 de mayo de 2019, la banda lanzó King of Nothing / Empty. El 24 de julio de 2020, la banda lanzó Into the Raging Sea. El 12 de julio de 2022, la banda lanzó un videoclip para su nuevo sencillo "One Last Time." El 15 de marzo de 2023, la banda lanzó un videoclip para su nuevo sencillo "Cruel," con Brian Butcher de la banda The Home Team.

## Miembros
Actuales
- Ollie Baxxter - voz (2013-presente)
- Pat Diaz - bajo (2015-presente)
- Jeff Nichols - batería (2016-presente)
- Domenic Reid - guitarra (2017-presente)

Pasados
- Bryant Leary - voz (2010-2013)
- Kyle Foundry - guitarra (2010-2012)
- Jade Estrella - guitarra (2010-2013)
- Josh Glupker - bajo (2010-2015)
- Andrew Dunton - batería (2010-2016)
- John Painter - guitarra (2012)
- Niles Gibbs - guitarra (2013-2017)
- Dorian Cooke – guitarra; voz (2015-2019)

## Discografía
Álbumes de estudio
- Old Bones (2015)
- Paradise (2017)
- Into the Raging Sea (2020)
- Hotel Blue (2023)

Maquetas
- Far from Home (2011)